# Alouatta discolor
Alouatta discolor (лат.) — примат из семейства паукообразных обезьян.

## Таксономия
Ранее считался подвидом краснорукого ревуна (Alouatta belzebul), в 2006 году был выделен в отдельный вид.

## Описание
В целом похож на краснорукого ревуна, однако имеет от желтовато-коричневой до красновато-коричневой расцветку спины. Вес самцов около 7,2 кг, вес самок около 5,5 кг.

## Распространение
Эндемик центральной Бразилии. Встречается на юго-востоке бассейна Амазонки в штате Пара. Населяет зону между четырьмя реками — Тапажос, Журуэна, Шингу и Ирири. Предпочитает низинные леса, разделённые сухими зонами, а также леса, подверженные сезонным затоплениям.

## Поведение
Основной источник еды — фрукты, как зрелые, так и незрелые. Это отличает данный вид от всех остальных представителей рода ревунов, которые едят преимущественно листья. После фруктов листья также составляют значимую долю рациона, помимо них в рационе могут быть цветы, сок растений и грибы, которые применяются для улучшения пищеварения. Образует группы от 4 до 11 особей, каждая группа имеет территорию от 5 до 45 гектар.

## Статус популяции
Международный союз охраны природы присвоил этому виду охранный статус «Уязвимый» (англ. Vulnerable). Считается, что за время жизни 3-х поколений численность популяции сократилась более, чем на 30 %. Основная угроза популяции — разрушение среды обитания.